# خائن (فیلم ۱۹۹۴)
خائن (به هندی: Drohkaal) فیلمی محصول سال ۱۹۹۴ و به کارگردانی گوویند نیهلانی است. در این فیلم بازیگرانی همچون اوم پوری، نصیرالدین شاه، اشیش ویدیارتی، میتا واشیشت، آمریش پوری و مانوج باجپایی ایفای نقش کرده‌اند.